# Kegen Aūdany
Kegen Aūdany är ett distrikt i Kazakstan.   Det ligger i oblystet Almaty, i den sydöstra delen av landet, 1 100 km sydost om huvudstaden Astana.